# Дончак Володимир Андрійович
Володи́мир Андрі́йович Донча́к (нар. 3 жовтня 1947, місто Мукачеве, Закарпатська область) — український політик. Колишній Народний депутат України. Капітан I рангу.

## Освіта
У 1970 році закінчив Вище військово-морське училище ім. Дзержинського (м. Ленінград).

## Кар'єра
- З 1970 — на Тихоокеанському флоті.
- 1977–1979 — на Балтійському флоті.
- 1979–1981 — в Анголі.
- З 1981 — начальник морської школи (м. Дніпропетровськ), заступник голови Дніпропетровського обкому ДТСААФ з військово-технічної підготовки.
- 1987–1990 — голова Рівненського обкому ДТСААФ.
- З 1990 — перший заступник голови ЦК ДТСААФ України (з 1991 — ТСОУ).
- З 1998 — голова Товариства сприяння обороні України.
- З квітня 2010 — почесний голова ТСОУ.

Був членом СДПУ(О) (1999 — березень 2003), членом Політради (травень 1999 — березень 2003).

## Родина
Дружина Марія Дмитрівна, дочка Тамара.

## Парламентська діяльність
Народний депутат України 5-го скликання з 25 травня 2006 до 12 червня 2007 від «Блоку Юлії Тимошенко», № 122 в списку. На час виборів: голова Товариства сприяння обороні України, безпартійний. Член фракції «Блок Юлії Тимошенко» (з травня 2006). Член Комітету з питань національної безпеки і оборони (з липня 2006). 12 червня 2007 достроково припинив свої повноваження під час масового складення мандатів депутатами-опозиціонерами з метою проведення позачергових виборів до Верховної Ради України.
Народний депутат України 6-го скликання з 23 листопада 2007 до 12 грудня 2012 від «Блоку Юлії Тимошенко», № 122 в списку. На час виборів: тимчасово не працював, безпартійний. Член фракції «Блок Юлії Тимошенко» (з листопада 2007). Член Комітету з питань національної безпеки і оборони (з грудня 2007).

## Нагороди
Нагороджений медалями та орденом «За заслуги» III ступеня.

## Ресурси інтернет
- Довідник «Хто є хто в Україні», видавництво «К. І. С.» [Архівовано 5 березня 2016 у Wayback Machine.]